# Shivaree
Shivaree est un groupe de musique américain, principalement connu pour son single Goodnight Moon sorti en 2000. Son style original peut être défini par un mélange d'acid, de country, de jazz et de punk, auxquels on pouvait ajouter du rock alternatif à ses débuts.

## Membres
Ambrosia Parsley assure les parties chantées d'une voix veloutée et grave. Elle compose la majeure partie des chansons, paroles et musique. Duke McVinnie, guitariste, coécrit la partie musiques. Danny McGough tient le clavier.
Ambrosia Parsley commence sa carrière musicale poussée par une grand-mère excentrique qui lui apprend de vieilles chansons jazzy et organise son premier concert alors qu'elle est âgée de sept ans. Elle continue ensuite à se produire dans différents bars du sud des États-Unis. Tout au long de cette période, elle compose des chansons qu'elle commence à enregistrer après sa rencontre avec Duke McVinnie et Danny McGough. Les maisons de disques se montrent rapidement intéressées et en 2000 sort leur premier album.
Le groupe s'est officiellement séparé en 2007.
Ambrosia Parsley a par ailleurs tenu une chronique hebdomadaire sur la radio Air America appelée Ambrosia sings the news, où elle rappelle en chantant les faits marquants de l'actualité de la semaine. Une cinquantaine d'épisodes ont été diffusé en 2004.

## Discographie

### Albums
- I Oughtta Give You a Shot in the Head for Making Me Live in This Dump , LP, 2000, Odeon Records
- I Oughtta Give You a Shot in the Head for Making Me Live in This Dump , EP, 2000, Odeon Records (disque promotionnel, paru lors du changement de maison de disques du groupe)
- Rough dreams, lp, 2002, Capitol Records (ce disque n'est jamais paru aux États-Unis à la suite d'une dispute avec leur maison de disques)
- Who's Got Trouble?, lp, 2005, Zoe Records/V2
- Tainted Love : Mating Calls And Fight Songs, lp, 2007, Zoe Records/V2

### Singles et promos singles
- I Oughtta Give You a Shot in the Head for Making Me Live in This Dump  :
  - Bossa Nova
  - Goodnight Moon
  - Lunch
  - Oh No

- Rough dreams :
  - Gone Too Far
  - John 2/14
  - After the princes and the showgirl

- Who's Got Trouble? :
  - New Casablanca
  - I Close My Eyes
  - 2 Far

## Contributions
Sa chanson Goodnight Moon apparait dans le générique de fin des films Kill Bill : Volume 2, Monique : toujours contente ainsi que dans la BO des films Happiness Therapy et Le Cœur des hommes 3.
La chanson Little Black Mess sert de générique de fin de l'épisode 4 saison 8 de Weeds.